# Happy Madison Productions
Happy Madison Productions — американська компанія виробництва кінофільмів i серіалів, заснована в 1999 році Адам Сендлер, знаходиться в Лос-Анджелес, Каліфорнія. Батько Сендлера, Стенлі (пом. 2003 р.) Зображений на логотипі компанії, вимовляючи слово "Terrific".

## Фільмографія

### зColumbia Pictures
- 2001: Пригоди Джо Замазури (Joe Dirt)
- 2001: Тварина (The Animal)
- 2003: Управління гнівом (Anger Management)
- 2004: 50 перших поцілунків (50 First Dates)
- 2005: Все або нічого (The Longest Yard)
- 2005: Чоловік за викликом 2 (Deuce Bigalow: European Gigolo)
- 2006: Клік: З пультом по життю (Click)
- 2007: Спорожніле місто (Reign Over Me)
- 2008: Не займайте Зохана (You Don't Mess with the Zohan)
- 2009: Пол Бларт:Шопо-коп (Paul Blart: Mall Cop)
- 2010: Однокласники (Grown Ups)
- 2011: Дружина напрокат (Just Go with It)
- 2011: Зоонаглядач (Zookeeper)
- 2011: Бакі Ларсон: Народжений бути зіркою (Bucky Larson: Born to Be a Star)
- 2011: Джек і Джилл (Jack and Jill)
- 2012: Мій пацан (That's My Boy)
- 2013: Однокласники 2 (Grown Ups 2)
- 2015: Пікселі (Pixels)
- 2015: Пол Бларт:Шопо-коп 2 (Paul Blart: Mall Cop 2)

### зNetflix
- 2015: Безглузда шістка (The Ridiculous 6)
- 2016: Все спочатку (The Do-Over)
- 2017: Сенді Векслер (Sandy Wexler)
- 2018: Тиждень до (The Week Of)
- 2018: Адам Сендлер: 100% Fresh (Adam Sandler: 100% Fresh)
- 2019: Загадкове вбивство (Murder Mystery)
- 2020: Хелловін Х'юбі (Hubie Halloween)
- 2022: Дорога до НБА (Hustle)
- 2023: Астронавт (Spaceman)
- 2023: Загадкове вбивство 2 (Murder Mystery 2)
- 2023: Родичі поза законом (The Out-Laws)
- 2023: Тебе так не запросили на мою Бат-Міцву (You Are So Not Invited to My Bat Mitzvah)
- 2023: Лео (Leo)
- 2025: Ніби вагітна (Kinda Pregnant)
- 2025: Щасливчик Гілмор 2 (Happy Gilmore 2)

### зNew Line Cinema
- 2000: Ніккі-диявол молодший (Little Nicky)
- 2002: Мільйонер мимоволі (Mr. Deeds)

### зTouchstone Pictures
- 1999: Чоловік за викликом (Deuce Bigalow: Male Gigolo)
- 2002: Ціпонька (The Hot Chick)

### зParamount Pictures
- 2005: Все або нічого (The Longest Yard)

### з20th Century Studios
- 2006: Бабусин хлопчик (Grandma's Boy)

### зUniversal Pictures
- 2007: Чак і Ларрі: Запальні молодята (I Now Pronounce You Chuck & Larry)

### зWalt Disney Pictures
- 2008: Казки на ніч (Bedtime Stories)

### зWarner Bros. Pictures
- 2014: Змішані (Blended)

## Критичний прийом
Більшість фільмів студії зустріли негативні реакції критиків. Вона зняла чотири фільми, які вважаються найгіршими фільмами всіх часів, у тому числі два, які отримали рейтинг 0% від Rotten Tomatoes.